# Razor Ridge
Razor Ridge (englisch für Rasierklingengrat) ist ein Nunatak in der Form eines Berggrats an der Küste des ostantarktischen Mac-Robertson-Lands. Er ragt im südlichen Teil der Manning-Nunatakker an der Ostflanke des südlichen Abschnitts des Amery-Schelfeises auf.
Luftaufnahmen dieses und der benachbarten Nunatakker entstanden bei der US-amerikanischen Operation Highjump (1946–1947) und 1957 im Rahmen der Australian National Antarctic Research Expeditions (ANARE). Teilnehmer einer sowjetischen Antarktisexpedition besuchten sie im Jahr 1965. Gleiches gilt für eine ANARE-Mannschaft im Jahr 1969, deren eigentliches Zielgebiet die Prince Charles Mountains waren. Das Antarctic Names Committee of Australia benannten ihn deskriptiv.